# 761 a.C.

Assíria em 750 e 625 a.C.

## Eventos
- Mádio, terceiro rei dos Medos.[1]

## Mortes
- Sosarmo, segundo rei dos Medos, após trinta anos de reinado.[1]